# Hirokitía
Hirokitía (görögül Χοιροκοιτία) Ciprus szigetén található újkőkori régészeti lelőhely. Az i.e. 7. és 5. évezred között lakott település a Kelet-Mediterráneum egyik legjobb állapotban fennmaradt és legfontosabb történelem előtti lelőhelye. 1998 óta a Világörökség része. 

## Felfedezése
A kőkori falut 1934-ben fedezte fel a Ciprusi Régészeti Intézet vezetője, Porfíriosz Díkaiosz, aki 1934 és 1946 között hat feltárást végzett itt. A 70-es évek elején a régészek újból elkezdték a feltárást, de ezt félbeszakította Ciprus török megszállása. A kutatást 1977-ben az Alain Le Brun vezette francia csapat folytatta. 

## A település leírása
A kora újkőkorban (kb. i.e. 8100) vadászó-gyűjtögető népek érkeztek Ciprusra, de rövid idővel később elhagyták a szigetet. Az állandó lakosok i.e. 7000 körül telepedtek át, valószínűleg Anatóliából vagy a levantei partokról. Ez a cserépedényeket még nem használó kultúra alapította Hirokítiát is. 
A valamikori település a Ciprusi Köztársaság Lárnaka kerületében, a déli tengerparttól mintegy 6 km-re, a Maroni folyó kanyarulatában lévő domb lejtőin helyezkedett el. Lakói növénytermesztéssel, birkák, kecskék és disznók tartásával foglalkoztak. 
A falut a folyón kívül egy erős, 2,5 méter vastag és 3 méter (a máig megmaradt legmagasabb pontján) magas kőfal védte. A falon feltehetően több kapun keresztül lehetett átjutni. 
A falu házai közül eddig kb. 20-at tártak fel. A kör alaprajzú házak alapozás nélkül közvetlen a földre épültek, közel egymáshoz. Külső átmérőjük 2,3-9,2 m, a belső pedig 1,4-4,8 m között változik. Falaik mészkőből, vályogból és döngölt agyagból készültek; kívül többnyire kőből, míg belső felület égetetlen agyag vagy vályogtégla. Tetejük lapos volt, ágakra és nádra rakott agyagrétegből állt. Helyenként látszik, hogy a fal belső felületét kifestették. 
Belső beosztásuk az épület funkciójától függött. Belül főzésre és fűtésre szolgáló tűzhelyeket találtak, valamint házimunka és pihenés céljára emelt padokat és oszlopok maradványait, amelyek egy felső szint létére engednek következtetni. A falakba ablakokat vágtak. Feltételezik, hogy egy család több házat is lakott, melyek egy csoportban egy nyitott udvar köré épültek. A házakban kézimalmokat, valamint kő- és csonteszközöket is találtak, például tűket és sarlókat. Vallási életükről a kis kőből (és egyikük agyagból) készült emberfigurák tanúskodnak. 
A falu lakossága nem haladhatta meg a 300-600 főt. A lakosok viszonylag alacsonyak voltak, a férfik átlagmagassága 160 cm, a nőké pedig 150 cm volt. A csecsemőhalandóság nagyon magasnak bizonyult. Az átlagélettartam a felnőttkort elért férfiak esetében 35 évet, míg a nőknél 33 évet ért el. Halottaikat összekuporodott testhelyzetben a házak padlója alá temették el. 
Hirokitía lakói elsősorban gabonafélékkel táplálkoztak, de a környéken összegyűjtötték a vadon növő fákról a pisztáciát, fügét, olívabogyókat és szilvát. Birkát, kecskét és disznót tenyésztettek, de vadásztak szarvasokra is. 
Az i.e. 6. évezred közepén a falut ismeretlen okból hirtelen elhagyták és ezer évig lakatlanul állt. Új lakói egy másik kultúrához tartoztak, amely a régi lakosokkal ellentétben már cserépedényeket is használt. A települést az i.e. 4 évezred elején hagyták el véglegesen.

## Galéria

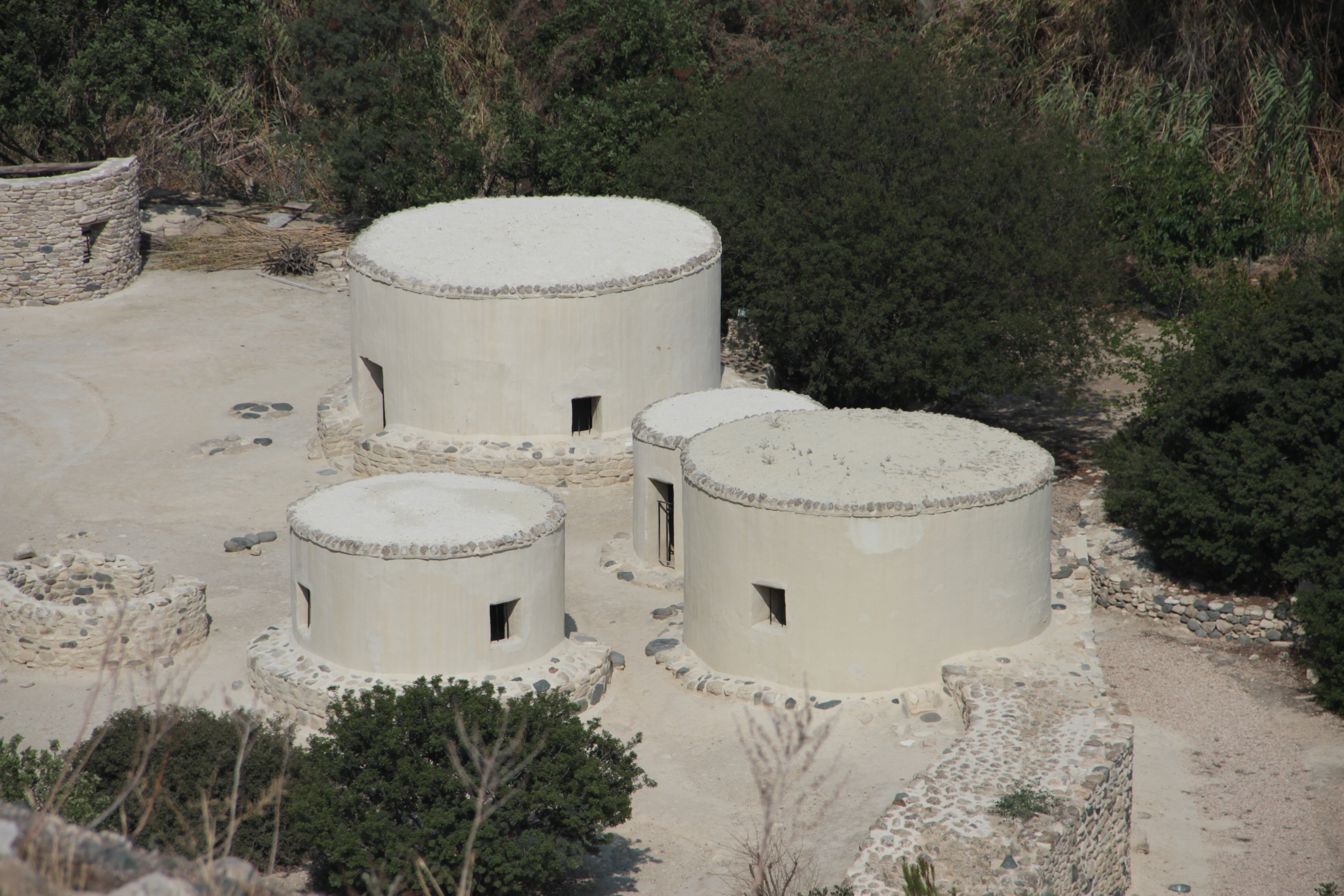
Rekonstruált házak
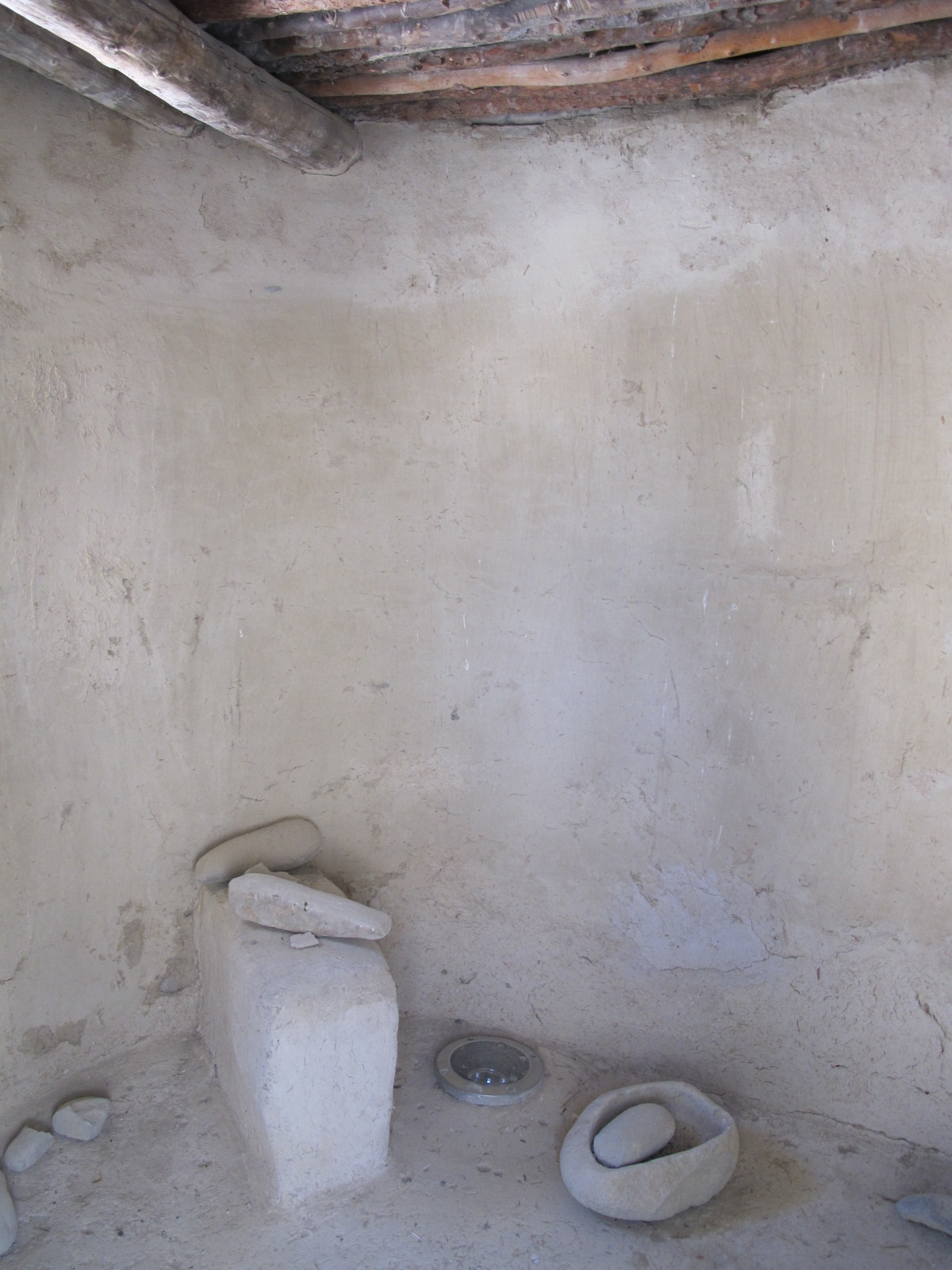
Rekonstruált házbelső kézimalommal
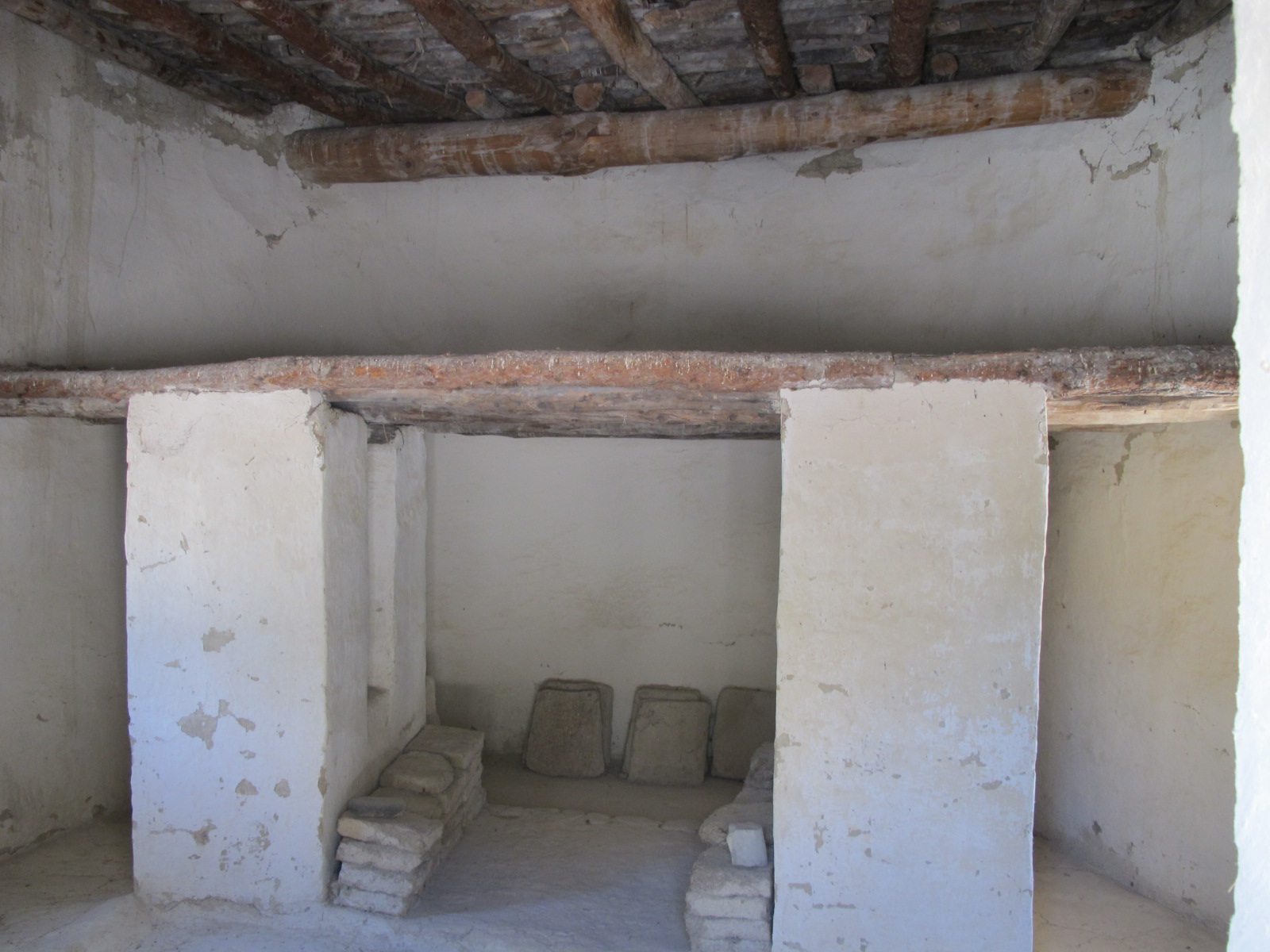
Rekonstruált házbelső
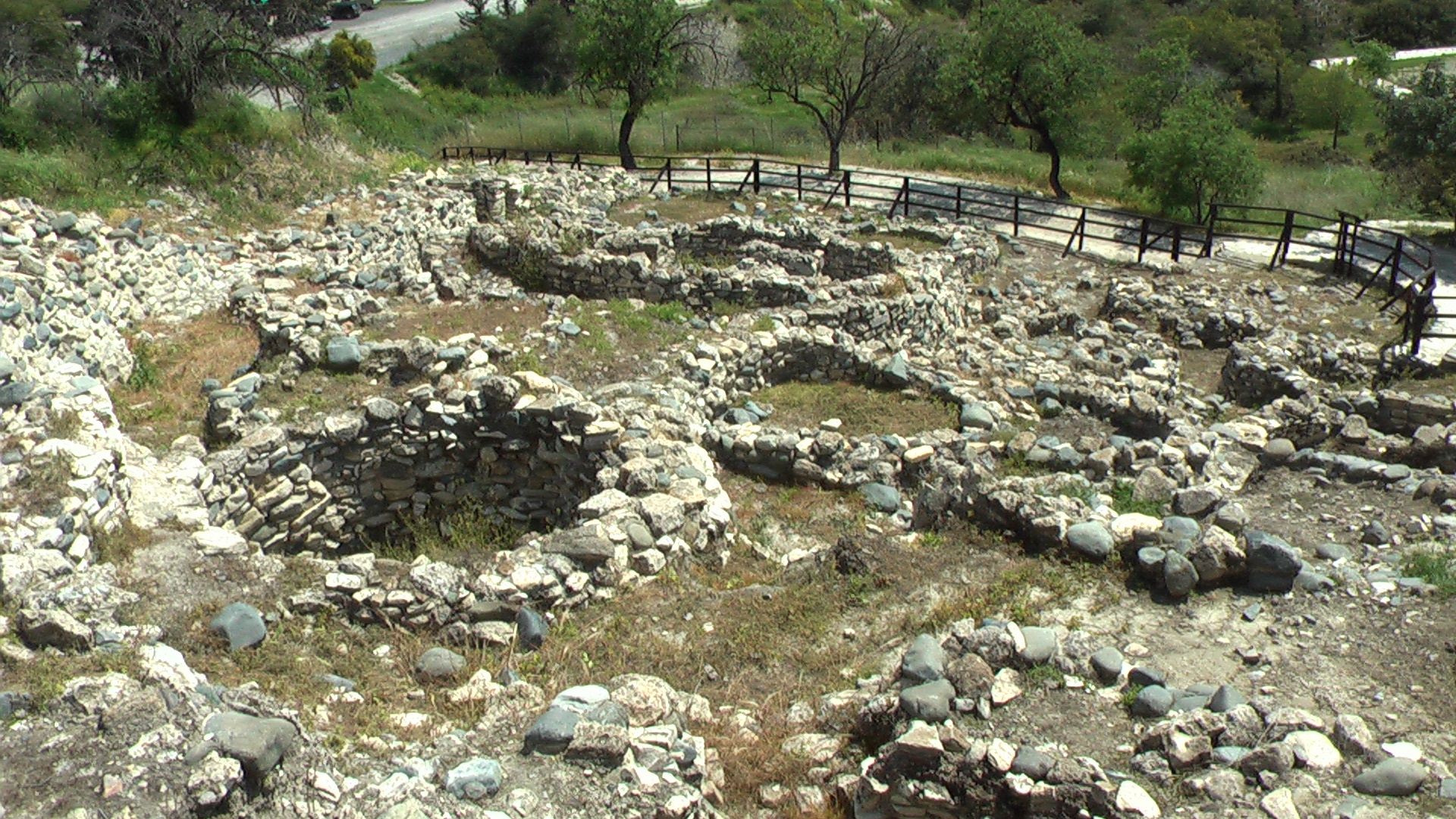
Házromok
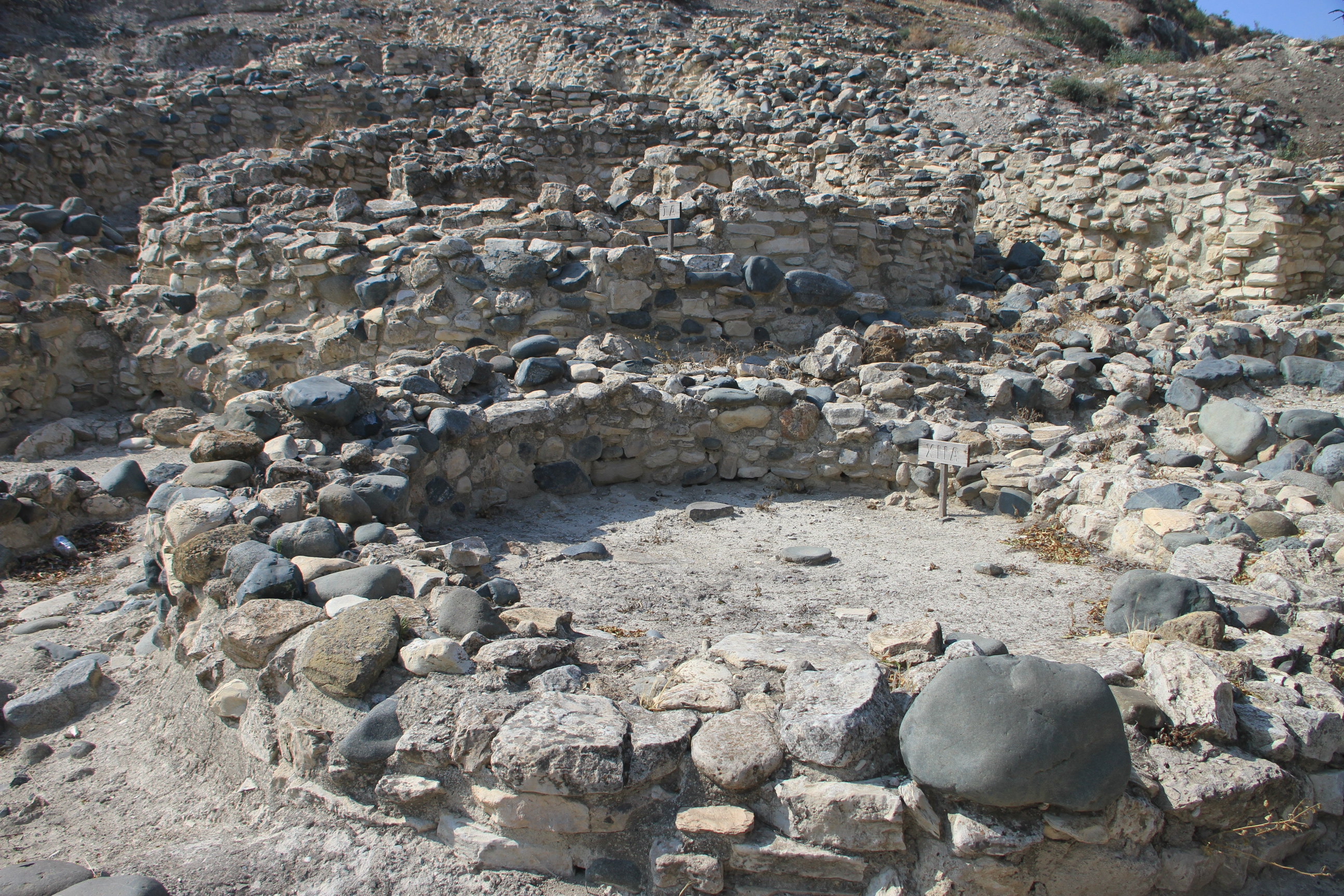
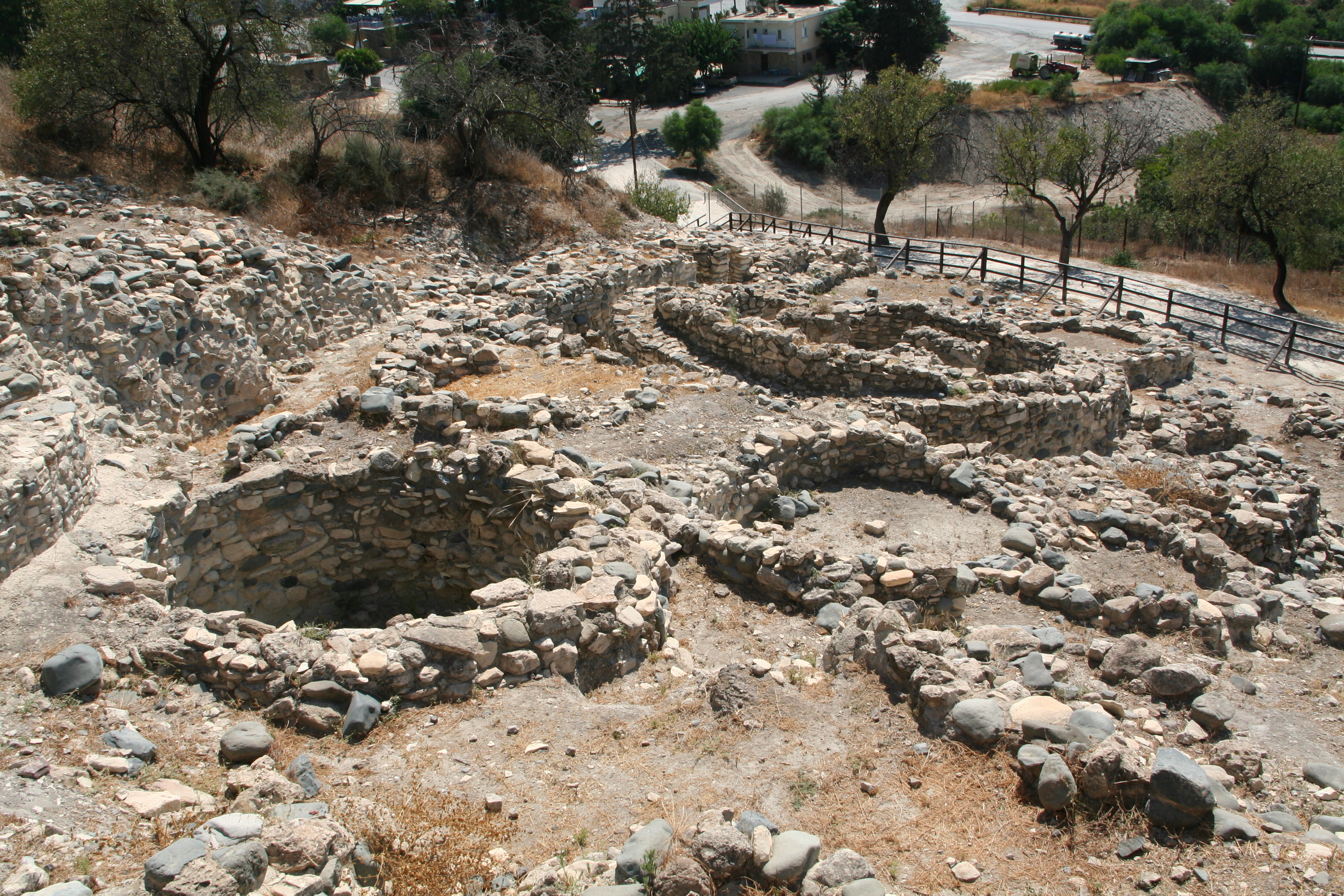

## Fordítás
- Ez a szócikk részben vagy egészben  a   Khirokitia című angol Wikipédia-szócikk ezen változatának fordításán alapul.  Az eredeti cikk szerkesztőit annak laptörténete sorolja fel. Ez a jelzés csupán a megfogalmazás eredetét és a szerzői jogokat jelzi, nem szolgál a cikkben szereplő információk forrásmegjelöléseként.